# El Cantón
El Cantón é uma cidade venezuelana, capital do município de Andrés Eloy Blanco.